# روي ديفيز (لاعب كرة قدم)
روي ديفيز (بالإنجليزية: Roy Davies)‏ (25 أكتوبر 1953 في المملكة المتحدة - ) هو لاعب كرة قدم بريطاني في مركز الوسط. لعب مع نادي توركي يونايتد ونادي جاز ونادي ريدنغ ونادي هايز ونادي ويمبلدون ونادي سلاو تاون ونادي ويلدستون لكرة القدم.